# (2297) Daghestan
(2297) Daghestan (1978 RE) – planetoida z grupy pasa głównego asteroid okrążająca Słońce w ciągu 5,62 lat w średniej odległości 3,16 au. Odkryta 1 września 1978 roku.